# Aleksandar Janković
Aleksandar R. Janković (Beograd, 29. novembar 1969) je doktor nauka u oblasti fizičke kulture, docent na Fakultetu sporta i fizičkog vaspitanja Univerziteta u Beogradu, fudbalski trener i nekadašnji fudbaler.
Igrao je za nekoliko klubova u Srbiji.

## Obrazovanje
Diplomirao je 1996. na Fakultetu sporta i fizičkog vaspitanja stekavši zvanje diplomiranog profesora fizičke kulture. Godine 1997. diplomirao je na Višoj trenerskoj školi istog fakulteta kao viši fudbalski trener. Magistrirao je na Fakultetu sporta i fizičkog vaspitanja 2004. godine sa temom: „Uticaj savremene taktike napada na rezultate završnica svetskih prvenstava u fudbalu 1998. i 2002. godine“. Doktorirao je 2004. na istom fakultetu na temu: „Uticaj pojedinih psiholoških faktora na uspešnost u savremenom, vrhunskom fudbalu“.

## Nastavničko iskustvo
Od 1993. radi kao demonstrator na predmetu fudbal na Fakultetu sporta i fizičkog vaspitanja. Na Višoj trenerskoj školi, odsek fudbal, u periodu 1993—2004. bio je angažovan kao demonstrator i asistent na predmetima: Tehnika fudbala, Taktike fudbala, Kondiciona priprema fudbalera i Metodika fudbala. Na Fakultetu sporta i fizičkog vaspitanja počeo je raditi 1. oktobra 1999. kao asistent pripravnik. Za asistenta je izabran 2002, a 2007. za docenta. Od 2006. nastavnik je na Fakultetu sporta i fizičkog vaspitanja za predmete: Studijski program Sport (predmeti: Teorija i praksa fudbala I, Teorija i praksa fudbala II i Teorija i praksa fudbala III) i Studijski program Fizičko vaspitanje (Teorija i metodika fudbala).

## Profesionalno trenersko iskustvo
Bio je član stručnog štaba u ulozi pomoćnog trenera u sledećim klubovima:
- FK Rad (1996—1999). Dva četvrta mesta u Prvoj ligi Jugoslavije;
- FK Crvena zvezda (1999—2001). Seniorska ekipa i mlađe uzrasne kategorije;
- FK Liteks, Loveč – Bugarska (2001—2002). Ekipa se plasirala u evropsko takmičenje;
- FK Vojvodina Novi Sad (2002—2003). Polufinale Kupa SCG;
- OFK Beograd (2003—2004);
- FK Železnik (2004—2005). Osvojen Kup SCG;
- Mlada reprezentacija Srbije, „U21“ (2006—2008). Drugo mesto u Evropi;
- „A“ selekcija Srbije (2008);
- Olimpijska fudbalska ekipa na Olimpijskom turniru u Pekingu 2008.
- FK Steel Azin Teheran – Iran (2010).

## Stručno iskustvo
- Član Stručnog odbora Fudbalskog saveza Srbije (2010)
- Autor izložbe povodom učešća Reprezentacije Srbije na svetskom prvenstvu u fudbalu 2010.
- Predsednik stručnog odbora stručnog skupa pod nazivom: „Iskustva i perspektive – svetsko prvenstvo u fudbalu u Južnoafričkoj Republici 2010. godine“
- Predsednik stručnog odbora stručne tribine pod nazivom: „Stručni aspekti aktuelnog trenutka u srpskom fudbalu 2011. godine“.

## Projekti
- Nosilac projekta pod nazivom: „Fudbalska škola DIF“ (od 2007);
- Nosilac projekta pod nazivom: „Fudbalski skauting tim DIF“ (od 2009);
- Nosilac projekta pod nazivom: „Internacionalni fudbalski kamp DIF“ (od 2011).

## Igračka karijera
- FK Dinamo Pančevo (1981—1986);
- FK Rad Beograd (1987—1990);
- FK Obilić Beograd (1991);
- FK PSK Pančevo (1992—1995).

## Spisak objavljenih monografija i publikacija
- Autor je monografije „Sociološko – psihološke karakteristike fudbalera“ (Zadužbina Andrejević);
- Koautor (sa Veljkom Aleksićem) udžbeničkog izdanja „Fudbal – istorija, teorija i metodika“;
- Praktikum „Teorija i praksa fudbala“ (FSFV);
- Praktikum „Teorija i metodika fudbala“ (FSFV);
- Praktikum „Pravila fudbalske igre“ (FSFV);
- Praktikum „Teorija i metodika tehnike i taktike fudbala I“ (FSS).

## Spoljašnje veze
- Fakultet sporta i fizičkog vaspitanja, Beograd[мртва веза]
- Aleksandar Janković[мртва веза] na sajtu Škole fudbala DIF
- Međunarodni letnji fudbalski kamp DIF 2011.